# Romadur
Romadur je žlutooranžový měkký sýr zrající tzv. pod mazem s typickou sýrovou aromatickou vůní a chutí. Pochází z Belgie. V sušině je 20 %, 40 % nebo 60 % tuku. Absolutní obsah tuku se pohybuje mezi 8 % a 20 %. Má tyčinkový tvar. Sýr je oblíbený především mezi dospělými.

## Název

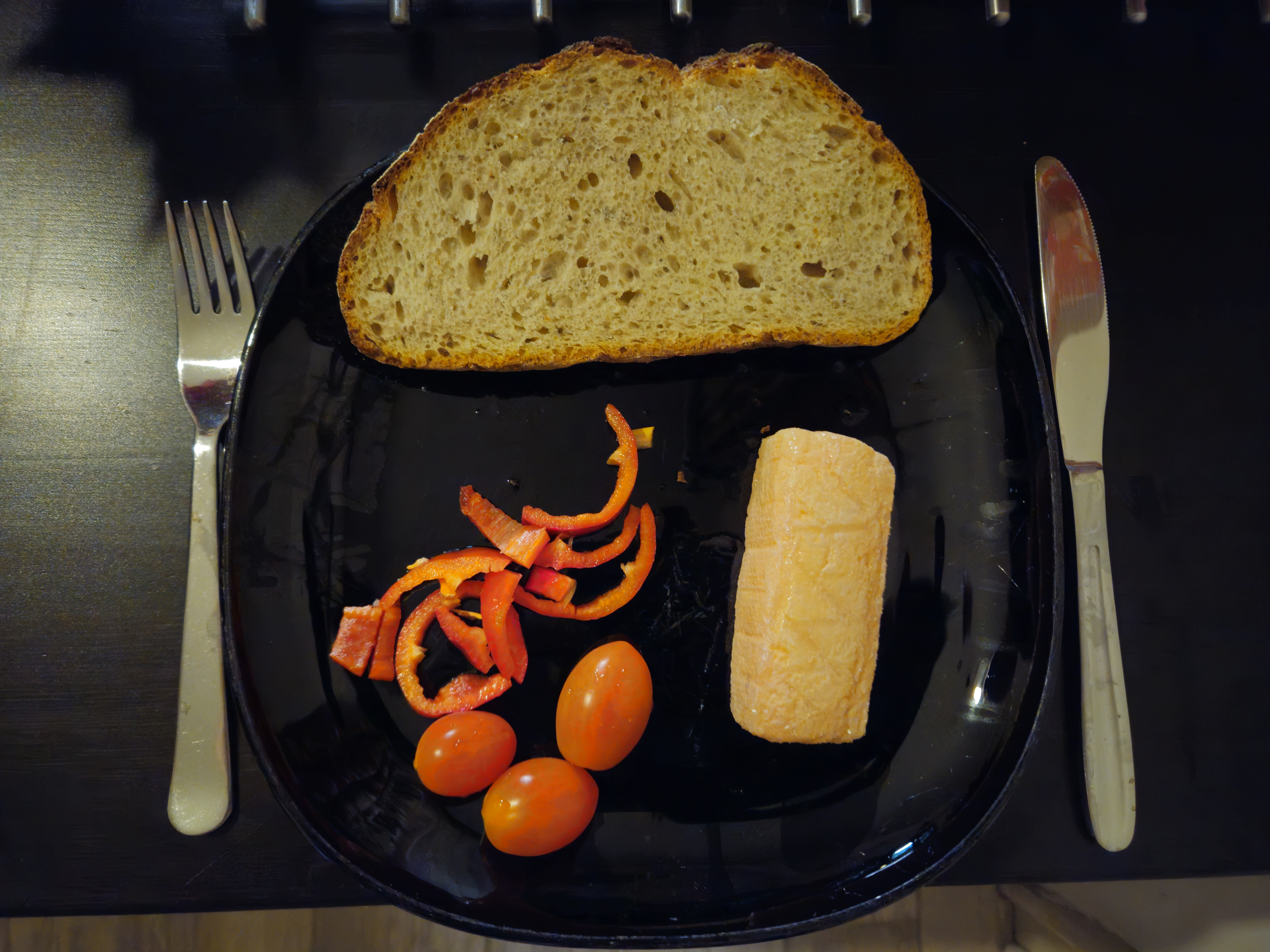
Romadur s rajčaty, nakrájenou paprikou, a krajícem chleba.

Ke vzniku jeho jména existují tři různé hypotézy. Jednou z nich je, že se k jeho výrobě používalo čerstvě nadojené plnotučné mléko (remoudre).[zdroj⁠?!]

## Recepty
Často bývá nakládaný v oleji nebo pivu nejčastěji s cibulí nebo paprikou a s kořením.